# 大阪市立島之内図書館
大阪市立島之内図書館（おおさかしりつしまのうちとしょかん）は、大阪府大阪市にある公立の図書館。大阪市立図書館のうち中央区島之内にある地域図書館（分館）。

## 施設概要
- 開館：1989年（平成元年）9月19日
- 延床面積：872.19平方メートル
- 閲覧室：570平方メートル

（図書館は3階、1-2階は中央会館、4-5階はスポーツセンター）

## 開館時間
- 火曜日 - 金曜日：10時 - 19時
- 土曜日・日曜日・11月3日：10時 - 17時

## 休館日
- 月曜日
- 国民の祝日と国民の休日（11月3日「文化の日」は開館）
- 年末年始
- 毎月末日
- 蔵書点検期間

## 所蔵
- 図書：80,902冊[1]
- 雑誌：96タイトル
- 新聞：16紙
- DVD：189枚
- ビデオ：853本

（2019年3月31日現在）

## 貸出
- 1人15冊まで（うち、CD・DVD・カセットは5点まで）15日間[2]

## アクセス
- Osaka Metro堺筋線・長堀鶴見緑地線 長堀橋駅